# قتليش السفلى (غيفان)
قتليش السفلى (بالفارسية: قتلیش سفلی) هي قرية تقع في إيران في قسم غیفان الريفي. يقدر عدد سكانها بـ 323 نسمة بحسب إحصاء 2016.